# Verderonne
Verderonne település Franciaországban, Oise megyében. Lakosainak száma 487 fő (2022. január 1.). Verderonne Rosoy, Angicourt, Liancourt és Mogneville községekkel határos.

## Népesség
A település népessége az elmúlt években az alábbi módon változott:
| Lakosok száma | 525  | 494  | 505  | 486  | 487  | 489  | 490  | 483  | 487  |
|               | 2013 | 2015 | 2016 | 2017 | 2018 | 2019 | 2020 | 2021 | 2022 |